# Cryptocephalus disruptus
Cryptocephalus disruptus är en skalbaggsart som beskrevs av R. White 1968. Cryptocephalus disruptus ingår i släktet Cryptocephalus och familjen bladbaggar. Inga underarter finns listade i Catalogue of Life.